# 河北金興製藥廠
河北金興製藥廠（Hebei Jinxing Pharmaceutical Factory），屬於冀中能源集團旗下邢礦集團附屬公司，在1974年成立，主要生產及研發片剂、胶囊剂、颗粒剂、散剂等中成藥产品。曾是邢台地区商业局旗下企業，在1994年被邢礦集團收購後，更名「邢台金兴生物化学制药厂」，但到了2002年，再次更名河北金興製藥廠。
母公司邢礦集團和其他企業合併，成為現時冀中能源集團一份子。  

## 外部連結
- HBJXZY.com （页面存档备份，存于）